# South Australian Open gennaio 1982
Il South Australian Open del gennaio 1982 è stato un torneo di tennis giocato sull'erba. È stata la 5ª edizione del Torneo di Adelaide, che fa parte del Volvo Grand Prix 1982. Si è giocato ad Adelaide in Australia dal 4 al 10 gennaio 1982.

## Campioni

### Singolare
Rod Frawley ha battuto in finale  Lloyd Bourne con il punteggio di 2–6 6–3 6–2

### Doppio
Mark Edmondson /  Kim Warwick hanno battuto in finale  Andrew Jarrett /  Jonathan Smith con il punteggio di 7–5, 4–6, 7–6